# Synagoga Maghain Aboth w Singapurze
Synagoga Maghain Aboth w Singapurze (chiń. 马海阿贝犹太庙, z hebr. „Tarcza naszych ojców”) – synagoga znajdująca się w Singapurze przy Waterloo Street, w dzielnicy Rochor Planning Area. Jest najstarszym żydowskim domem modlitwy w Azji Południowo-Wschodniej.
W 1841 roku trzech Żydów: Joseph Dwek Cohen, Nassim Joseph Ezra i Ezra Ezekiel otrzymało grunt pod budowę synagogi przy Synagogue Street. W 1873 roku była ona w złym stanie technicznym i Manasseh Meyer rozpoczął starania, aby wznieść nową. Otrzymał od władz grunt przy Waterloo Street, którą wówczas zwano Church Street ponieważ znajdował się przy niej kościół św. Piotra i Pawła. Budowa synagogi Maghain Aboth rozpoczęła się wkrótce po przekazaniu gruntu i zakończyła się poświęceniem 4 kwietnia 1878 roku. 
Synagoga przypomina z zewnątrz typowy dom z epoki kolonialnej. W 1924 roku gmach został rozbudowany. Mimo to nadal brakowało miejsca i Manasseh Meyer wybudował prywatną synagogę dla swojej rodziny i przyjaciół. 27 lutego 1997 roku synagoga Maghain Aboth została wpisana do rejestru zabytków.